# Gyrodyne QH-50 DASH
El Gyrodyne QH-50 DASH (Drone Anti-Submarine Helicopter) es un pequeño helicóptero no tripulado construido por la Gyrodyne Company of America para ser usado como arma antisubmarina de largo alcance en buques que de lo contrario serían demasiado pequeños para operar un helicóptero de tamaño real. Permaneció en producción hasta 1969. Quedan varios en uso actualmente, realizando varias tareas terrestres.

## Diseño y desarrollo
El DASH fue una parte importante del programa de Rehabilitación y Modernización de la Flota (FRAM) de la Armada de los Estados Unidos, de finales de los años 50. El FRAM se inició debido a que la Unión Soviética estaba construyendo submarinos más rápido que los Estados Unidos construía fragatas antisubmarinas. En lugar de construir fragatas, la serie de mejoras del FRAM permitió a los Estados Unidos modernizarse rápidamente, convirtiendo barcos antiguos que eran menos útiles en el combate naval moderno. La Armada podía modernizar el sonar de los destructores de la era de la Segunda Guerra Mundial, pero necesitaba un arma a distancia para atacar el perímetro del alcance del sonar. Los viejos destructores tenían poco espacio para añadidos como una cubierta de vuelo. El concepto original del DASH era un helicóptero ligero no tripulado que pudiera lanzar una carga de profundidad nuclear o torpedos. La aeronave se consideraba desechable.
El programa tripulado Gyrodyne Rotorcycle de mitad de los años 50 proporcionó un prototipo de trabajo para el DASH, y finalmente el Rotorcycle fue modificado para producir la versión inicial del dron, el DSN-1/QH-50A. El DSN-1 estaba propulsado por un motor de pistón Porsche YO-95-6 de 72 hp y llevaba un torpedo guiado Mark 43. La siguiente versión desarrollable fue el DSN-2/QH-50B, que estaba propulsada por dos motores Porsche YO-95-6 y también llevaba un único torpedo Mk 43. La producción en serie del DASH comenzó con una tercera versión, la DSN-3/QH-50C, en la que un motor turboeje de 190 kW (255 hp) reemplazaba al motor de pistón y en la que la carga útil fue aumentada a dos torpedos Mark 44. Se produjo un total de 378 QH-50C antes de que la producción finalizara en 1966.
Un único QH-50A (DS-1006) fue reactivado para que un contratista probara un tren de aterrizaje de flotadores basculantes. Se añadió un largo flotador cilíndrico en cada esquina de la estructura ampliada de patines. Cada flotador podía bascular 90° desde la horizontal, orientado hacia delante, e incorporaba una almohadilla en el extremo para el aterrizaje en superficies duras. Para el amerizaje, se rotaban a la posición vertical y el helicóptero se asentaba hasta que los flotadores estaban sumergidos aproximadamente un 75%.

## Historia operacional

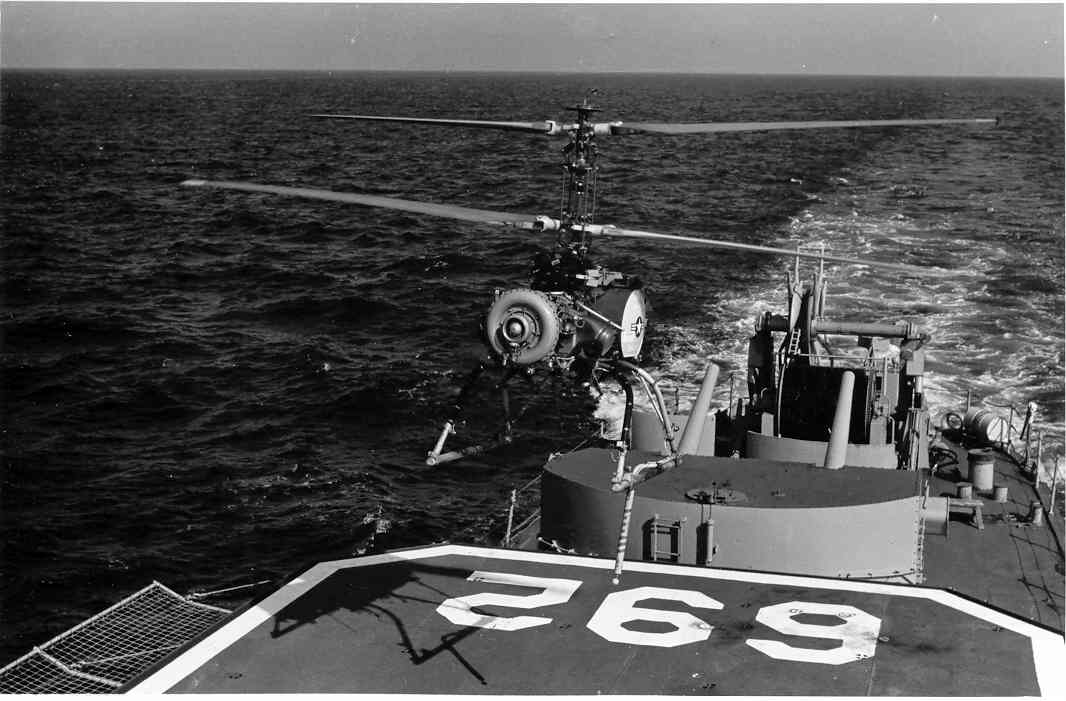
Un QH-50C vuela en estacionario sobre el destructor USS Allen M. Sumner (DD-692) durante un despliegue en el Mar Mediterráneo en 1969.

El sistema de control del DASH tenía dos controladores: uno en la cubierta de vuelo, y otro en el Centro de Información de Combate (CIC). El controlador de la cubierta de vuelo se encargaba del despegue y del aterrizaje. El controlador del CIC volaría al DASH hasta la localización del blanco y lanzaría las armas, usando controles semiautomáticos y el radar. Este controlador no podía ver la aeronave o su altitud si ocasionalmente se perdía el control operacional o la conciencia situacional. Más tarde en el programa, se realizaron exitosos experimentos para añadir una cámara de TV al dron. Estos DASH SNOOPY también fueron usados como correctores de tiro embarcados de la artillería naval.
Se desarrolló un sistema de aterrizaje cautivo para aterrizar y despegar en mares de Fuerza 6. Este sistema consistía en unos raíles de acero que estaban atornillados a la cubierta de vuelo y un sistema de cable que sacaba el helicóptero del hangar. El helicóptero estaba unido a los raíles de acero de tal manera que no se deslizaba por la cubierta en mares bravos. El sistema fue ocasionalmente instalado y usado a bordo de buques, pero nunca fue usado en mares bravos para lanzar un helicóptero.
El DASH llegó a buen término porque Gyrodyne había trabajado con el Cuerpo de Marines de los Estados Unidos para desarrollar un pequeño helicóptero coaxial experimental, el RON Rotorcycle, para usarlo como plataforma de exploración. Un helicóptero coaxial tiene dos rotores principales contrarrotatorios para controlar el par motor, a diferencia del más común rotor principal/rotor de cola encontrado en la mayoría de los helicópteros. Los rotores coaxiales dan más potencia a la sustentación, permitiendo palas de rotor más cortas. Ambas características ayudan a un helicóptero a ser lo más pequeño posible. En cambio, las palas deben mantenerse muy separadas una de otra para evitar que colisionen, ya que las mismas se flexionan cuando rotan. Esto conlleva una mayor complejidad y una menor maniobrabilidad.
Para un dron, estas compensaciones estaban bien. Para la tarea del DASH, la versión marítima original tenía un motor turboeje que mejoraba las prestaciones y reemplazaba los asientos y controles por un sistema de control remoto y espacio para dos torpedos Mark 44. Así, el DASH podía volarse hasta a 35 km del buque, sin que un submarino advirtiera que estaba bajo ataque, al menos hasta que el torpedo entrara en el agua.
Como era desechable, el DASH usaba electrónica industrial de stock sin copias de seguridad. Los controles eran en Frecuencia Modulada analógica multicanal. Más del 80% de las pérdidas operacionales se debieron a fallos puntuales de la electrónica. Un total del 10% de las pérdidas se debieron a fallos de piloto, y solo un 10% de las mismas se debieron a fallos de motor o de célula.
El programa DASH fue cancelado en 1969 y retirado del servicio en 1968-73. El DASH demostró ser poco fiable en el servicio embarcado, con más de la mitad de los 746 drones de la Armada estadounidense perdidos en el mar. Posiblemente debido a un inadecuado apoyo de mantenimiento, ya que otros servicios tuvieron pocas dificultades con el DASH. Aunque la baja fiabilidad fue la razón oficial, el fabricante apuntó a los gastos de la guerra de Vietnam, y a la falta de necesidad de una capacidad antisubmarina en aquel conflicto.
Vehículos DASH modificados continuaron operando varios años en la guerra de Vietnam. Dotados con cámaras de televisión, fueron usados como correctores remotos de artillería y para reconocimiento orgánico de sus buques.
Hasta mayo de 2006, se operó un pequeño número de drones QH-50D DASH por el Ejército de los Estados Unidos en el Campo de Misiles de Arenas Blancas, donde fueron usados para remolcar blancos y calibrar radares y sistemas electrónicos.
La Fuerza Marítima de Autodefensa de Japón (JMSDF) operó una flota de 20 drones QH-50, usándolos en sus destructores de las clases Takatsuki y Minegumo. Con la dificultad de mantener las operaciones con el DASH tras la finalización del programa estadounidense, los drones y equipos asociados fueron retirados del servicio de la JMSDF en 1977.

## Variantes

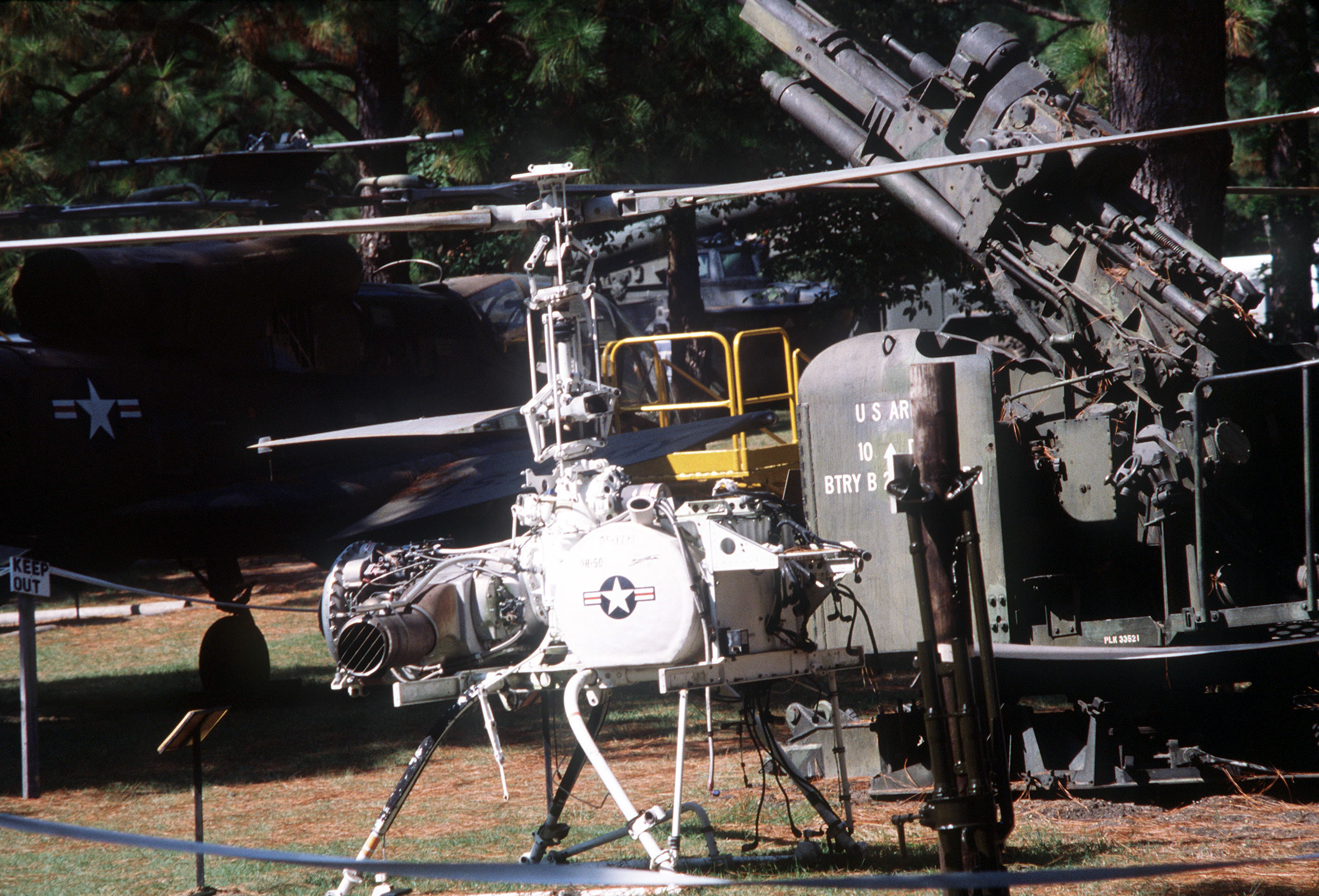
Un helicóptero no tripulado QH-50 en exhibición junto a cañón antiaéreo M118 de 90 mm en el parque exterior al Fort Polk Military Museum.

DSN-1
Designación de la Armada estadounidense dada a nueve aeronaves de preproducción; redesignadas QH-50A en 1962.
DSN-2
Designación de la Armada estadounidense dada a tres aeronaves de preproducción; redesignadas QH-50B en 1962.
DSN-3
Designación de la Armada estadounidense dada a 373 aeronaves de producción; redesignadas QH-50C en 1962.
QH-50A
DSN-1 redesignados en 1962, nueve aeronaves de preproducción para evaluación, con un motor bóxer de cuatro pistones Porsche de 54 kW (72 hp).
QH-50B
DSN-2 redesignados en 1962, tres aeronaves de preproducción  propulsadas por dos motores bóxer de cuatro pistones Porsche de 64,5 kW (86 hp).
QH-50C
DSN-3 redesignados en 1962, aeronaves de producción propulsadas por un motor turboeje Boeing T50-8A de 225 kW (300 shp), 373 construidas.
QH-50D
Aeronaves de producción con un motor turboeje mayor Boeing T50-12 de 272 kW (365 shp), palas de rotor de fibra de vidrio y capacidad de combustible aumentada, 377 construidas.
QH-50DM
Se fabricaron 10 aparatos modificados (Serial number 150AO-160AO). El DM de 550 shp fue suministrado con una versión modificada del Boeing T50-12. Fueron usados para realizar tareas de reconocimiento militar para el Ejército estadounidense durante la guerra de Vietnam.
YQH-50E
Tres aeronaves QH-50D modificadas con motores Allison T63-A-5A.
QH-50F
Versión de producción propuesta del QH-50E, no construida.
QH-50H
Versión bimotora propuesta del QH-50F con fuselaje y rotores mayores, no construida.

## Operadores
Estados Unidos
- Armada de los Estados Unidos
- Ejército de los Estados Unidos

 Japón
- Fuerza Marítima de Autodefensa de Japón

## Supervivientes
| Versión | Núm. de serie | Localización                                                                                 | Notas |
| ------- | ------------- | -------------------------------------------------------------------------------------------- | --- |
| QH-50C  | DS-1045       | Pima Air & Space Museum, Tucson, Arizona                                                     | El más antiguo QH-50 existente. |
| QH-50C  | DS-1176       | Aviation Unmanned Vehicle Museum, Caddo Mills, Texas.                                        | "Lucy": el único personaje superviviente de la serie Peanuts.                                                                           |
| QH-50C  | DS-1190       | American Helicopter Museum, West Chester, Pensilvania.                                       | Etiquetado como DS‑1082. Trasladado desde el Museum of Flight, Seattle, Washington.                                                     |
| QH-50C  | DS-1199       | USS Orleck (DD-886), Lake Charles, Luisiana                                                  | Trasladado desde el USS Radford National Naval Museum, Newcomerstown (Ohio), después de que cerrara.                                    |
| QH-50C  | DS-1221       | Hawthorne Ordnance Museum, Hawthorne (Nevada)                                                | |
| QH-50C  | DS-1235       | Cradle of Aviation Museum, Garden City, New York                                             | |
| QH-50C  | DS-1261       | Russell Military Museum, Russell, Illinois                                                   | Trasladado desde el Museum of Aviation, Warner Robins, Georgia.                                                                         |
| QH-50C  | DS-1284       | USS Joseph P. Kennedy (DD-850), Battleship Cove, Fall River, Massachusetts                   | |
| QH-50C  | DS-1287       | Naval Undersea Museum, Keyport (Washington)                                                  | Posiblemente almacenado. |
| QH-50C  | DS-1289       | Smithsonian National Air and Space Museum, Steven F. Udvar-Hazy Center, Chantilly (Virginia) | Lleva una versión especial de la bomba nuclear Mk 57.                                                                                   |
| QH-50C  | DS-1320       | New England Air Museum, Windsor Locks, Connecticut,                                          | |
| QH-50C  | DS-1322       | Military Heritage Collection of North Texas, Nevada (Texas)                                  | |
| QH-50C  | DS-1347       | USS Laffey (DD-724), Patriots Point, Mount Pleasant (Carolina del Sur)                       | Etiquetado como DS-1343. Trasladado desde el US Army Aviation Museum, Fort Rucker, Alabama.                                             |
| QH-50C  | DS-1355       | Museo Carolinas Aviation, Charlotte, North Carolina                                          | |
| QH-50D  | DS-1482       | The Helicopter Museum, Weston-super-Mare, North Somerset, England                            | |
| QH-50D  | DS-1543       | USS Joseph P. Kennedy (DD-850), Battleship Cove, Fall River, Massachusetts                   | Versión Snoopy. Realmente el DS-1543A, una réplica totalmente operacional construida por la Gyrodyne Foundation.                        |
| QH-50D  | DS-1570       | White Sands Missile Range, New Mexico                                                        | Colores del Ejército estadounidense. Probablemente haya otras células almacenadas allí.                                                 |
| QH-50D  | DS-1660       | Aerospace Museum of California, Sacramento, California                                       | |
| QH-50D  | DS-1664       | Estrella Warbirds Museum, Paso Robles, California                                            | |
| QH-50D  | DS-1679       | Patuxent River Naval Air Museum, Lexington Park (Maryland)                                   | |
| QH-50D  | DS-1709       | Classic Rotors Museum, Ramona (California)                                                   | |
| QH-50D  | DS-1757       | Penn State University Aeronautical Engineering School, Hammond building, Pensilvania         | |
| QH-50D  | DS-1914       | Hawthorne Ordnance Museum, Hawthorne (Nevada)                                                | Réplica totalmente operacional con núm. de serie falso, construida como tributo al fundador de Gyrodyne, y en préstamo de la Fundación. |
| QH-50D  | DS-1991       | Gyrodyne Helicopter Historical Foundation, Reno, Nevada                                      | Réplica totalmente operacional con núm. de serie falso. Realiza apariciones públicas ocasionalmente.                                    |
| QH-50D  | J-19          | Japan Maritime Self Defence Force (JMSDF) Kure Museum, Hiroshima, Japón                      | |

## Especificaciones (QH-50C)

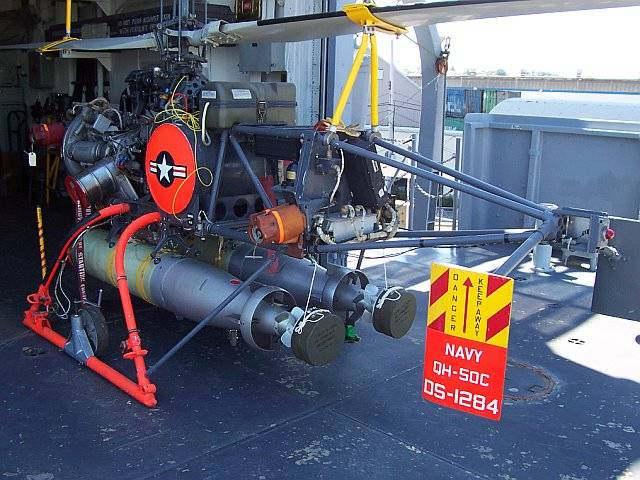
Un dron QH-50C DASH con dos torpedos en el destructor (DD-850) de la clase Gearing.

Referencia datos: Jane's All The World's Aircraft 1969-70

### Características generales
- Longitud: 3,94 m
- Diámetro rotor principal: 6,10 m
- Altura: 2,96 m
- Área circular: 29,2 m²
- Peso vacío: 524 kg
- Peso máximo al despegue: 1036 kg
- Planta motriz: 1× turboeje Boeing T50-BO-8A.
  - Potencia: 224 kW (300 shp)

### Rendimiento
- Velocidad máxima operativa (Vno): 148 km/h
- Velocidad crucero (Vc): 93 km/h
- Alcance: 132 km
- Techo de vuelo: 5000 m (16 400 pies)
- Régimen de ascenso: 9,6 m/s 1880 pies/min

### Armamento
- Otros: 

  - 2x torpedo Mark 44 o Mark 46

### Secuencias de designación
- Secuencia DS_N (Drones Antisubmarinos de la Armada estadounidense, 1959-1962 (Gyrodyne, 1960)): DSN
- Secuencia _H-_ (Helicópteros estadounidenses, 1962-presente): ← CH-47 - UH-48 - XH-49 - QH-50 - XH-51 - HH-52 - CH-53/HH-53/MH-53/CH-53E/CH-53K →

### Listas relacionadas
- Anexo:Aeronaves de la Fuerza Aérea de los Estados Unidos (históricas y actuales)
- Anexo:Aeronaves militares de los Estados Unidos (navales)